# Gymnocalycium pflanzii
Gymnocalycium pflanzii là một loài thực vật có hoa trong họ Cactaceae. Loài này được (Vaupel) Werderm. mô tả khoa học đầu tiên năm 1935.

## Hình ảnh

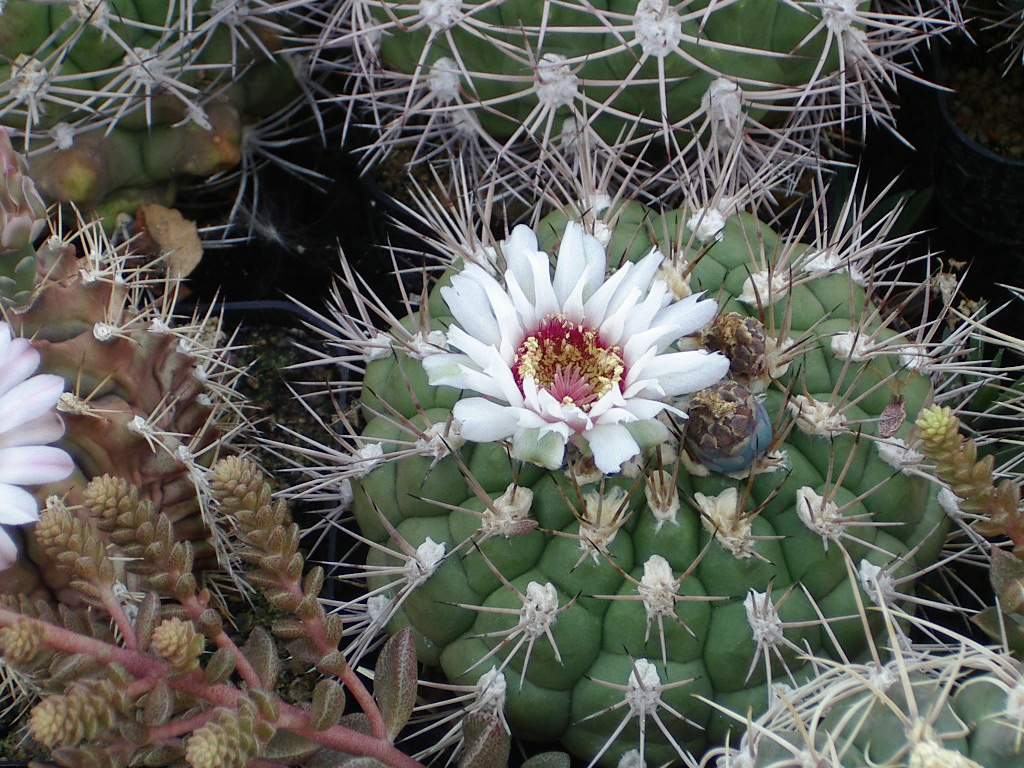
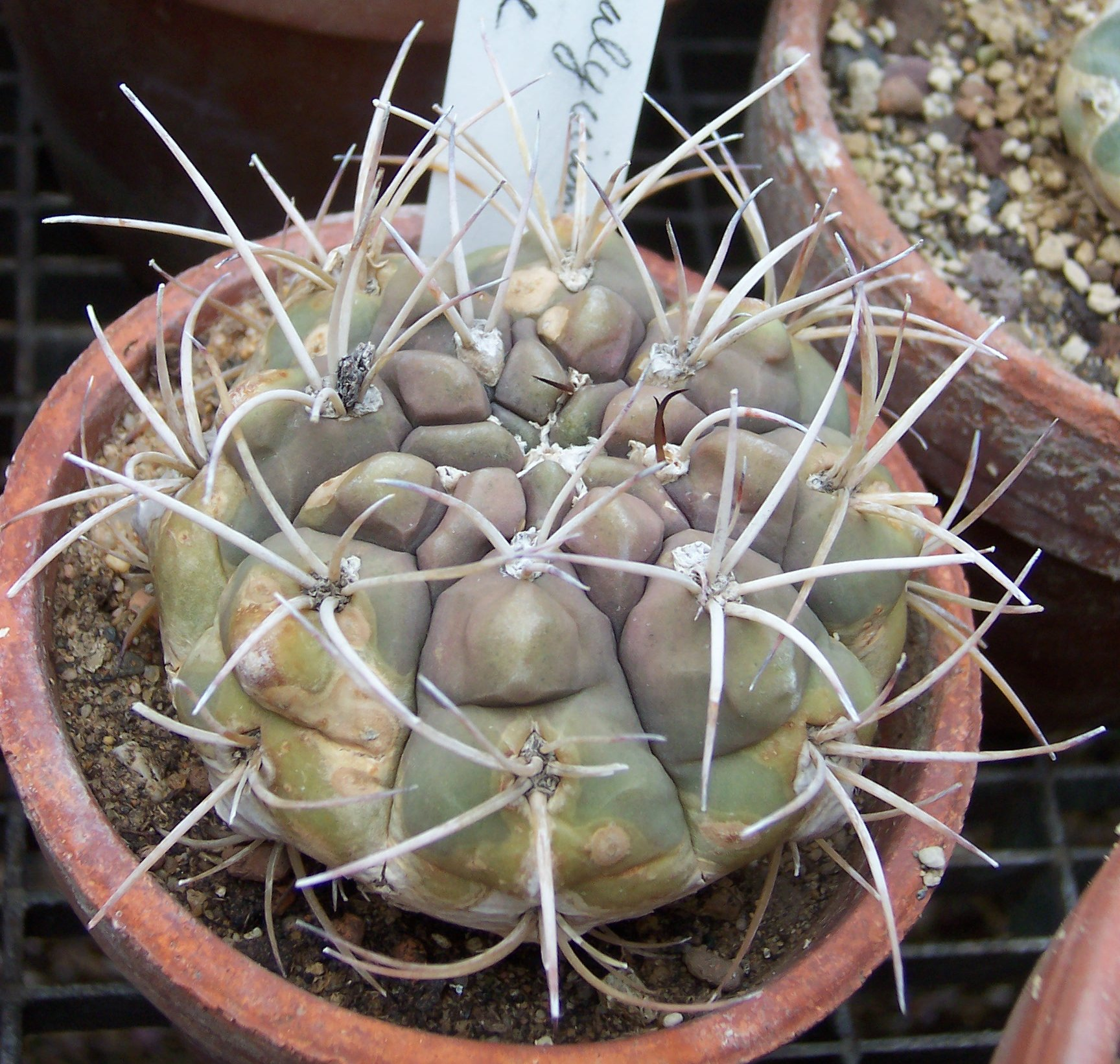
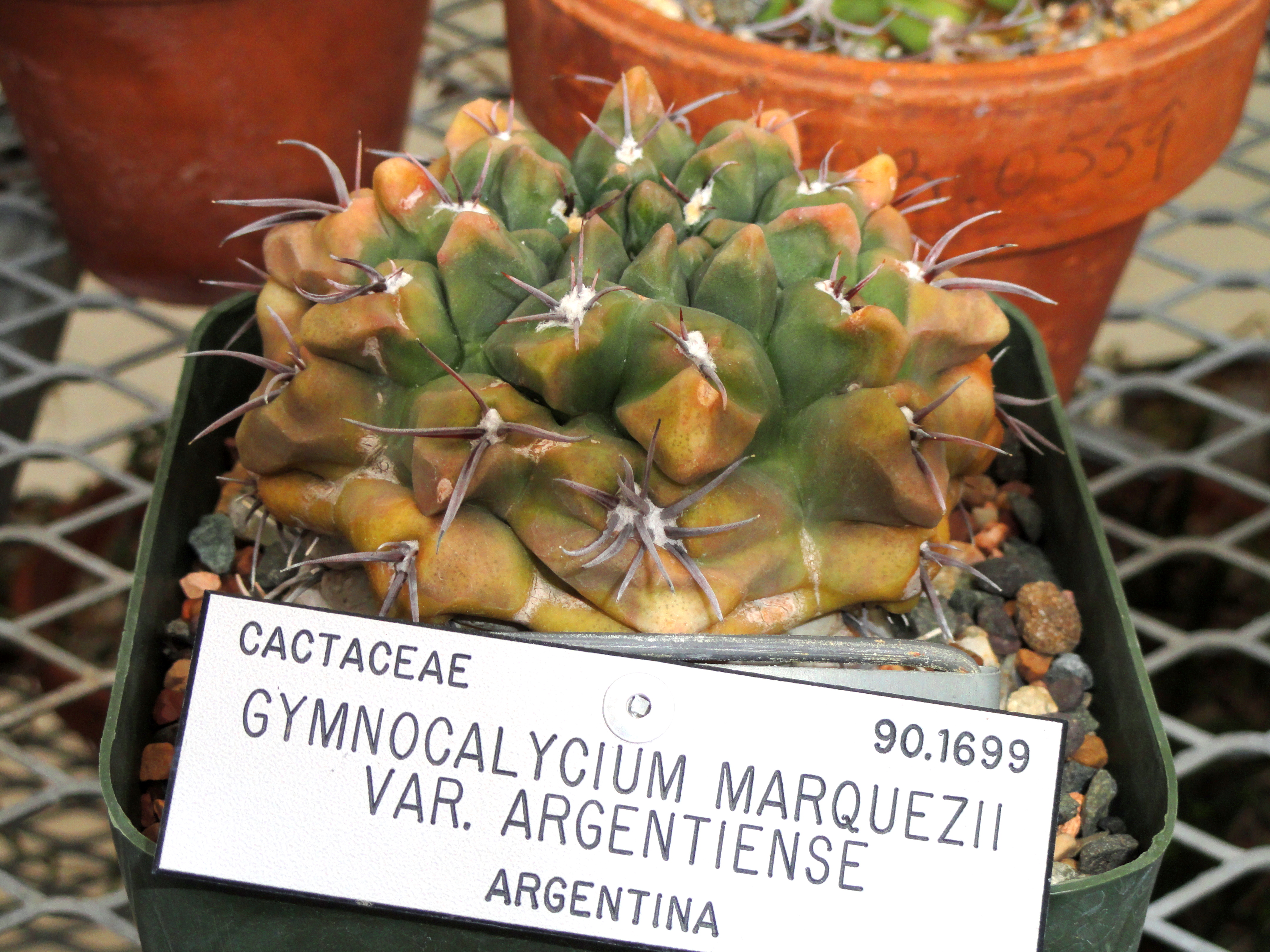